# هزلگهر
هزلگهر (به آلمانی: Häselgehr) یک منطقهٔ مسکونی در اتریش است که در ناحیه رویت واقع شده‌است. هزلگهر ۵۰٫۶ کیلومتر مربع مساحت دارد ۱٬۰۰۶ متر بالاتر از سطح دریا واقع شده‌است.